# 貝瑞塔3032雄貓式手槍
貝瑞塔3032「雄貓」（Inox型）（英語：Beretta 3032 Tomcat (Inox model)）是一系列由意大利槍械製造商貝瑞塔所研製及生產的緊湊型系列反沖作用操作設計的袖珍型半自動手槍，從1996年開始推出，發射.32 ACP（7.65×17毫米白朗寧短彈）口徑手枪子彈。
貝瑞塔3032「雄貓」是專為隱蔽攜帶而設計，亦可被警察、臥底、特務用作“最後防線”那樣的備用武器的小型手槍。它亦建立在貝瑞塔生產、用於自衛的一系列細小而緊湊的袖珍手槍以上。

## 歷史
貝瑞塔3032「雄貓」取代了貝瑞塔21A「山貓」。兩者表面的不同在於「雄貓」的扳機護環形狀。最初，「雄貓」除了.32 ACP以外還生產了.22 LR口徑，可自1999年以後就只生產其.32 ACP口徑版本。
除了意大利的母公司以外，貝瑞塔3032「雄貓」還在美國的貝瑞塔分公司生產。

## 規格

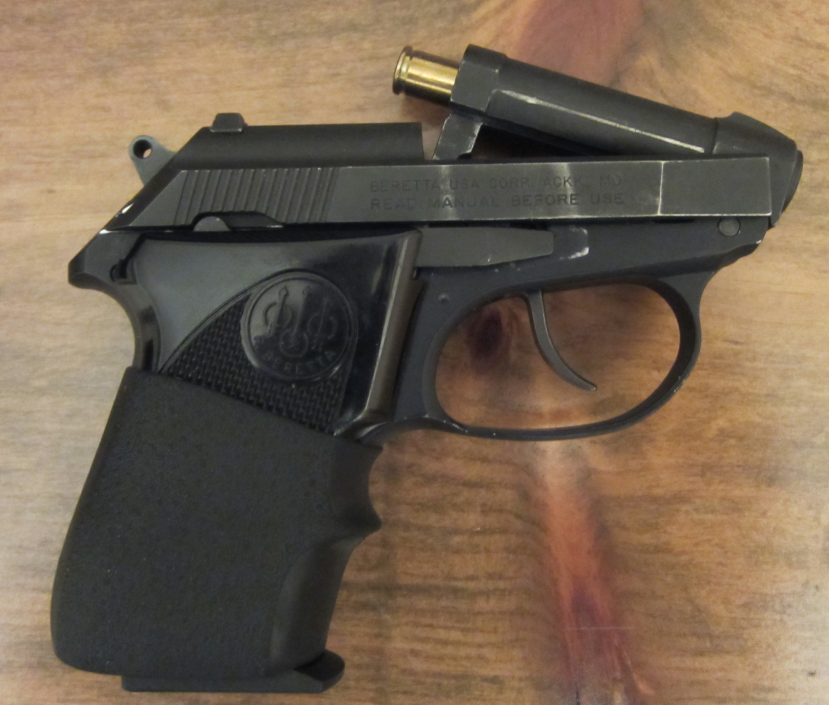
貝瑞塔3032「雄貓」的翻起式槍管。

貝瑞塔3032「雄貓」是一款簡單的反沖作用式手槍，具有單動及雙動操作式扳機機構。它還有一根翻起式槍管，只需將槍管翻起來就能直接向膛室裝填一顆子彈。它亦配有裝設於底把左側後部的拇指操作式保險裝置。這款保險在上鎖時還可用作套筒阻擋裝置。底把是由铝合金所製成，而套筒和槍管則是碳鋼或不鏽鋼。
新款的「雄貓」3032手槍所附帶的文件警告說，使用者不得用以發射任何槍口能量超過130英尺·磅（176焦耳）的高膛壓（+P）彈藥。

## 衍生型
「雄貓」有著其Inox型號，這時裝有不鏽鋼槍管和套筒，底把經過陽極氧化表面處理，整體外觀相同。亦曾經有一段短時間推出過钛製型號，其為钛合金底把和不銹鋼槍管。還有一款裝有氚光夜間瞄準具的氚光「雄貓」版本，被命名為“野貓”式（Alley Cat）。
該槍的早期型版本在扳機區域正上方的套筒中受到底把磨損而出現裂痕。貝端塔隨即實施了一項修改，以加厚該槍的套筒區域中的金屬量，並將其命名為加寬套筒型號，儘管這修改並非可立即辨別出來的。

## 資料來源
1. ↑  . Beretta USA.   [21 September 2010]. （原始内容存档于2017-06-06）.
2. ↑  3032 Tomcat （页面存档备份，存于） at Beretta International
3. 1 2 3  Ian Hogg. . Krause. 2004: 40. ISBN 0873494601.
4. ↑  .   [2014-02-21]. （原始内容存档于2013-01-20）.
5. 1 2  Massad Ayoob. . 2005: 161. ISBN 0873499980.

- A.E. Hartink, Encyklopedia pistoletów i rewolwerów, DEBIT 2002. ISBN 83-7167-181-4

## 外部連結
- （意大利文）—Beretta.com—3032 Tomcat （页面存档备份，存于）
- （意大利文）—Beretta.com—3032 Tomcat Inox （页面存档备份，存于）
- （英文）—Model 3032 Tomcat Cracks-Ammunition Muzzle Energy Limits Archive.today的存檔，存档日期2013-01-20
- （英文）—BBTI - Ballistics by the Inch :: .32 Auto Results （页面存档备份，存于）
- （英文）—BerettaUSA Pocket Guns （页面存档备份，存于）
- （英文）—Ballistics By The Inch .32 ACP data （页面存档备份，存于）
- （英文）—Manual[永久]